# 安達真太郎
安達 真太郎（あだち しんたろう、1906年 - 1988年8月）は、日本の洋画家。元光風会会員（光風会評議員）、元日展（文展）会員。光風会、日展で最も人気の高い作家の一人と言われた。

## 人物
鹿児島県鹿児島市出身（出生地は兵庫県姫路市）。鹿児島市立松原尋常小学校と大牟礼南島が指導する鹿児島県立第二鹿児島中学校 (旧制)を卒業。
代用教員となるが、画家の夢をあきらめられずに上京して川端画学校に入る。住み込みで清水良雄に師事。清水にデッサンを教わった後東京美術学校も受験予定だったが、清水からもう充分実力がありわざわざ学校に通うのはもったいないといわれて取りやめる。画業のかたわら帝大植物園にて植物標本のスケッチの仕事を手伝う。この経験が画風の細密描写に生きていると言われている。太平洋画会、白日会、光風会展などの各展に出品し、1927年以降は帝展（文展・日展）を中心に活躍。1929年に光風会賞を受賞し、1937年に光風会会員。1940年文展（日展）委嘱、光風会評議員。
1964年パリに遊学し、ヨハネス・フェルメール、ジャン・シメオン・シャルダン、 ウィレム・カルフらフランス・オランダの作家の静物画を研究する。1966年、パリ市立近代美術館のパンチュード・ラ・リアリテに日本代表出品。1967年、能見三次と二人で日本写実派を結成し、細密描写絵画を提唱。1969年、日展と光風会を脱会。1971年、銀座の兜屋画廊で個展。1977年～1978年、サロン・コンパレゾンに招待出品。82歳で逝去。

## 作風
一貫して厳しい細密描写によるリアリティーを追求した。洋画の伝統的写実技法を駆使して写真よりも迫真力をもつ芸術を求め「異色の画家」と呼ばれた。